# 阿里礼萨·坦格西里
阿里礼萨·坦格西里（波斯語：‎，1962年—），伊朗军官。2018年8月23日，坦格西里接替阿里·法达维出任伊斯蘭革命衛隊海軍司令。